# Erwin Hess
Erwin Hess (* 5. Oktober 1871 in Stuttgart; † 16. Januar 1945 in Calw) war ein deutscher Richter.

## Leben
Erwin Hess war der Sohn des Staatsrats Albert Heß. Er studierte von 1884 bis 1889 Rechtswissenschaften in Tübingen, Leipzig und Berlin. Er war Mitglied der Studentenverbindung Akademische Gesellschaft Stuttgardia Tübingen.
Hess wurde 1899 Richter am Amtsgericht Stuttgart. Ab 1920 war er am Oberlandesgericht Stuttgart, 1922 wurde er Präsident eines Strafsenats. Von 1933 bis 1935 war er Präsident des Oberlandesgerichts Stuttgart.
Er war evangelischer Konfession. Sein Vater war der Jurist und Politiker Albert von Heß.